# Frăția Creștină Potter's House
Frăția Creștină Potter's House, cunoscută în mod obișnuit sub numele de Frăția Creștină „Casa Olarulu”, este o organizație creștină penticostală cu sediul în Statele Unite ale Americii. A fost înființată în Prescott, Arizona, în 1970 de către Wayman Mitchell. Casa Olarului a fost membră a bisericii Foursquare până în 1983, când s-a separat pentru a forma o nouă comunitate independentă.
Biserica a fost, de asemenea, criticată într-o serie de domenii, inclusiv nivelurile ridicate de control, cerințele extreme de angajament și maltratarea foștilor membri. A fost etichetată de mulți foști membri drept un cult.